# Maya Erskine

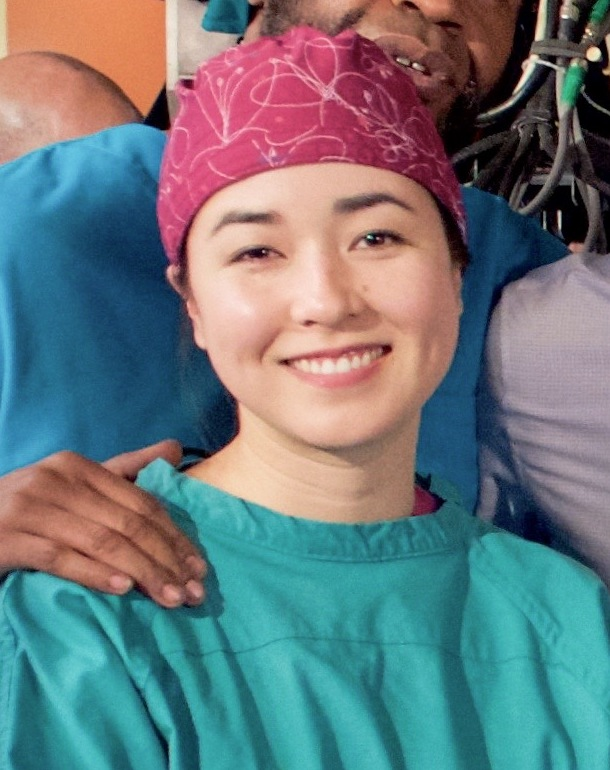
Maya Erskine (2016)

Maya Erskine (japanisch マヤ・アースキン; * 7. Mai 1987 in Los Angeles) ist eine japanisch-US-amerikanische Schauspielerin, Synchronsprecherin und Drehbuchautorin.

## Leben und Karriere
Maya Erskine ist die Tochter von Mutsuko Erskine aus Japan und dem amerikanischen Jazz-Schlagzeuger Peter Erskine. Sie wuchs in Kalifornien auf, wo sie die Crossroads School of Arts & Sciences in Santa Monica besuchte. Anschließend graduierte sie von der Los Angeles County High School for the Arts in Theaterwissenschaften und von der New Yorker Tisch School of the Arts.
Sie ist mit Michael Angarano verlobt, das Paar hat ein gemeinsames Kind.
Zusammen mit ihrer Freundin und Kollegin Anna Konkle erfand sie die Fernsehserie PEN15, die mit viel Humor die Unsicherheiten von Teenagern während der Middle School zeigt. In dieser Serie spielte sie sich selbst als Jugendliche. Über ihre schauspielerische Darbietung wurde geschrieben, dass sie „nicht nur eine begabte Schauspielerin …, sondern auch eine Komödiantin“ sei. Erskine verfasste die Drehbücher mehrerer Episoden von PEN15 und war auch für die Staffeln 1 und 2 Executive Producerin der Serie. In der zwölften Episode der zweiten Staffel führte sie erstmals Regie.
Erskine lieh darüber hinaus in der Netflix-Comic-Serie Blue Eye Samurai der bikulturellen Mizu, die sich der Außenwelt als Samurai zu erkennen gibt, ihre Stimme. Hunter Wooden kommentierte im Magazin Collider, dass sie durch ihre Erfahrungen aus dem wirklichen Leben als Frau mit verschiedenen ethnischen Hintergründen die perfekte Besetzung sei.

## Auszeichnungen
2019 gewann Erskine den Breakout in TV Award auf der 18. Unforgettable Gala. Im selben Jahr erhielt sie auf dem Filmfestival von Maui den Rising Star Award. Sie war viermal für den Emmy nominiert, 2019 und 2021 für das Drehbuch von PEN15 (Writing for a Comedy Series) und 2021 für die Produktion (Outstanding Comedy Series) von PEN15. 2024 war sie als Hauptdarstellerin der Dramaserie Mr. & Mrs. Smith nominiert (Outstanding Lead Actress in a Drama Series). Für die Rolle erhielt sie auch eine Golden-Globe- und eine Satellite-Award-Nominierung.

## Filmografie (Auswahl)
- 2013: Hart of Dixie (Fernsehserie, 2 Episoden)
- 2013–2014: Betas (Fernsehserie, 10 Episoden)
- 2015: Frankenstein – Das Experiment (Frankenstein)
- 2015: Man Seeking Woman (Fernsehserie, 5 Episoden)
- 2016: Heartbeat (Fernsehserie, 9 Episoden)
- 2016: Son of Zorn (Fernsehserie, Episode 1x05)
- 2016–2017: Insecure (Fernsehserie, 6 Episoden)
- 2017–2018: Casual (Fernsehserie, 15 Episoden)
- 2019: Plus One
- 2019: Wine Country
- 2019–2021: PEN15 (Fernsehserie, 25 Episoden, auch Idee, Drehbuch, Regie und Produktion)
- 2020: BoJack Horseman (Fernsehserie, Episode 6x10 Gute Verletzungen, Stimme von Ivy Tran)
- 2020: Psychedelische Abenteuer: Have a Good Trip! (Have a Good Trip: Adventures in Psychedelics)
- 2020: Scooby! Voll verwedelt (Scoob!, Stimme von Judy Takamoto)
- 2020: Robot Chicken (Fernsehserie, Episode 10x15 Neo wills wissen, Sprechrolle)
- 2020: Big Mouth (Fernsehserie, Episode 4x04, Stimme von Misha)
- 2020–2021: Crossing Swords (Fernsehserie, 12 Episoden, Stimme von Princess Blossom)
- 2020–2022: Bob’s Burgers (Fernsehserie, 3 Episoden, Stimme von Kaylee)
- 2022: Obi-Wan Kenobi (Miniserie, 3 Episoden)
- 2022: DC League of Super-Pets (DC Lliga de Supermascotes, Stimme von Mercy Graves)
- 2023: Blue Eye Samurai (Fernsehserie, 8 Episoden, Stimme von Mizu)
- 2024: Mr. & Mrs. Smith (Fernsehserie, 8 Episoden)
- 2024: Sacramento